# Francine Savard
Francine Savard, née en 1954 à Montréal, est une artiste et designer graphique canadienne

## Biographie
Francine Savard, une jeune artiste de Montréal, obtient une maîtrise en arts plastiques de l’Université du Québec à Montréal en 1994. Depuis ce temps, elle expose à Montréal et à Toronto. Ses œuvres sont dans les collections du Musée d'art contemporain de Montréal, Musée des beaux-arts du Canada, du Musée national des beaux-arts du Québec ainsi que dans plusieurs collections privées.
L’artiste s’intéresse et s’inspire de l’histoire et des écrits de l’art. Dans Les couleurs de Cézanne dans les mots de Rilke, 36/100 Essai (1998), Savard cherche à représenter les couleurs de Cézanne telles que décrites par l’écrivain autrichien Rainer Maria Rilke. Elle peint une série de 36 petits tableaux sur lesquels elle a inscrit les noms évocateurs que Rilke donnait aux couleurs de Cézanne comme « du bleu très particulier » et « des violets enfouis ». Pour les œuvres Une étendue jaune, Une aire bleue, Un pan orange, Un littoral vert et Une tache rose, de la série « Un plein un vide », Savard se tourne vers les formes que l’on retrouve dans les tableaux du peintre montréalais Fernand Leduc et les écrits sur cet artiste de Jean-Pierre Duquette (1980) ainsi que le catalogue de l’exposition sur l’artiste au musée des Beaux-Arts de Chartres (1985).
Les tableaux de cette dernière série sont inspirés des œuvres de Fernand Leduc réalisées entre 1955 et 1969, alors que celui-ci s’éloigne des sensibilités automatistes. Savard extirpe de leur contexte original les formes peintes des tableaux de Leduc pour en faire de chacune une œuvre en soi. Les toiles de format irrégulier sont ensuite marouflées sur des caissons de bois épais de trois centimètres, ce qui leur confère un volume. En plus de citer les œuvres de Leduc, les œuvres de Savard rappellent les shaped-canvas des artistes américains Frank Stella et Ellsworth Kelly. Toutefois, les formes des toiles de Savard se démarquent du corpus de ces artistes par le fait qu’elles ne sont pas strictement géométriques.

### Série «Un plein un vide»
Chaque tableau de la série « Un plein un vide » est un monochrome de couleur vive peint en aplat sur lequel Savard a subtilement peint au centre un terme utilisé pour décrire les formes et l’espace planaire de Leduc tels que « une étendue », « une aire », « un pan », « un littoral » et « une tache » extrait de la monographie et du catalogue d’exposition, cités plus haut. Vue côte à côte, les inscriptions sur ces cinq tableaux évoquent la désignation plus ou moins arbitraire des termes du vocabulaire de l’abstraction, à l’exception de l’œuvre Un littoral vert où la forme courbée, le mot et la couleur sont plus spécifiques, rappelant les bords de la mer et la tradition du paysage. Selon Christine Dubois, « Ces onze œuvres (de la série « Un plein un vide ») intriguent et fascinent par le fait qu’elles font penser à des formes (de la nature ou appartenant à l’histoire de la peinture) mais le léger pas de côté qui est imprimé dans le rapport forme-couleur-mot change toute la perspective et rend éminemment relative la sorte de reconnaissance spontanée qu’elles induisent. » Ainsi, les œuvres de Savard sont une réflexion non seulement sur la peinture, l’histoire et les écrits de l’art mais sur le langage même et ses diverses interprétations.